# Мёллер, Вальдемар
Вальдема́р Мёллер Да́мгор (дат. Valdemar Møller Damgaard; 20 мая 2007, Ольборг) — датский футболист, полузащитник клуба «Ольборг».

## Клубная карьера
Мёллер перешёл в «Ольборг» из партнёрского клуба «Ольборг Фрей». В последующие годы играл в академии клуба.
Во второй половине сезона 2023/24 Мёллер трижды сидел на скамейке запасных за основную команду, но так и не дебютировал. Он дебютировал только в следующем сезоне, когда получил всего 15 минут игрового времени в матче Кубка Дании против «Фредерисии» 19 сентября 2024 года. Всего 10 дней спустя, 29 сентября 2024 года, Мёллер также дебютировал в датской Суперлиге, выйдя на последние несколько минут против «Сённерйюска».